# Linckia guildingii
 Linckia guildingii  – gatunek rozgwiazdy występujący w Oceanie Atlantyckim, u wybrzeży obu Ameryk od Florydy po Brazylię, wokół Karaibów, a także na Wielkiej Rafie Koralowej.

## Wygląd
Rozgwiazda posiada 4–7 ramion o długości do 22 cm każde. Może przybierać różne barwy, choć najczęściej jest szarawa lub brązowawa.

## Tryb życia
Żyje na dnie morza, żywi się głównie drobnymi jednokomórkowymi organizmami, takimi jak glony, bakterie, zjada też martwe ryby.

## Rozmnażanie
Rozmnaża się zarówno płciowo, jak i bezpłciowo. Bezpłciowe rozmnażanie zachodzi, gdy jedno z ramion oddzieli się od reszty ciała zwierzęcia. To ramię rozrośnie się w nową rozgwiazdę. Podczas rozmnażania płciowego samica składa wiele bezbarwnych jajeczek, z których później wylęgają się larwy.